# Acetyliodid
Acetyliodid ist eine chemische Verbindung aus der Gruppe der Carbonsäureiodide.

## Gewinnung und Darstellung
Acetyliodid kann durch Reaktion von Acetaldehyd mit Iod gewonnen werden.
{\displaystyle \mathrm {C_{2}H_{4}O+I_{2}\longrightarrow HI+C_{2}H_{3}IO} }

## Eigenschaften
Acetyliodid ist eine licht- und feuchtigkeitsempfindliche rote bis dunkelrote Flüssigkeit.

## Verwendung
Acetyliodid bildet sich als Zwischenprodukt bei der Synthese von Essigsäure während des klassischen Monsanto-Prozesses oder des Hoechst-Celanese-Prozesses durch eine Rhodium-katalysierte Bildung aus Methyliodid und Kohlenmonoxid. Mit Wasser reagiert es zu Iodwasserstoff und Essigsäure.
{\displaystyle \mathrm {C_{2}H_{3}IO+H_{2}O\longrightarrow HI+C_{2}H_{4}O_{2}} }